# Sørsdal Glacier
Sørsdal Glacier är en glaciär i Antarktis. Den ligger i Östantarktis. Australien gör anspråk på området. Sørsdal Glacier ligger 82 meter över havet.
Terrängen runt Sørsdal Glacier är platt åt nordväst, men åt sydost är den kuperad. Trakten är glest befolkad. Närmaste befolkade plats är Davis Station, 15,9 kilometer nordväst om Sørsdal Glacier. 